# أسرار إينجل
أسرار إينجل (بالبرازيلية:Verdades Secretas) هو مسلسل برازيلي من 64 حلقة من تأليف والسر كاراسكو وإخراج ماورو ميندونسا فيلهو، تم إنتاجه وعرضه على قناة قناة غلوبو ما بين 8 يونيو إلى غاية 25 سبتمبر 2015، بطولة كاميلا كويروز، رودريغو لومباردي، غرازي ماسافيرا، رينالدو جيانيشيني.
يعد المسلسل واحدًا من أنجح الأفلام التليفزيونية التي قدمتها قناة غلوبو في الآونة الأخيرة، بعد أن حصل على نسبة مشاهدة عالية بلغت 19.81 أي (20) نقطة على الرغم من وقت عرضه المتأخر في الساعة 11:00 مساءً. في يونيو 2016، أصدرت قناة غلوبو نسخة منقحة من السلسلة بلغت 25 حلقة.
في 21 نوفمبر 2016، حاز المسلسل على جائزة الإيمي العالمية في نسختها 44 لأحسن تيلينوفيلا. كما رشحت الممثلة غرازي ماسافيرا في فئة أحسن ممثلة.

## ملخص القصة
تدور أحداث المسلسل حول أنجيل (كاميلا كويروز) فتاة تحلم بالعمل في الموضة والأزياء والتي يتم إغراءها من قبل وكالة عارضات أزياء تقوم بتجنيد الشابات سرا للبغاء مع الأغنياء من رجال الأعمال. وبين الحب والإدمان على المخدرات، تلتقي أنجيل برجل الأعمال أليكس رودريغو لومباردي الذي يصيح مهووسا بها لدرجة الزواج من أمها بغرض التقرب منها.

## أسرار إينجل 2
أعلن والسر كاراسكو في أغسطس 2018 أنه على استعداد لكتابة تكملة للرواية، وأنه ترك «تكهنات»، مثل احتمال عدم موت رجل الأعمال «أليكس» في نهاية الموسم الأول. وذكر المؤلف كذلك أن هذه الاستمرارية يمكن أن تحدث فقط في عام 2020. في النصف الأخير من عام 2019، أكد المؤلف استمراره وسلم ملخص الرواية إلى قناة غلوبو في مايو 2020. ومن المتوقع عرضه لأول مرة عام 2022، حيث سيكون بنفس شخصيات الموسم الأول مع ظهور شخصيات جديدة.

## روابط خارجية
- أسرار إينجل على موقع IMDb (الإنجليزية)
- أسرار إينجل على موقع كينوبويسك (الروسية)
- أسرار إينجل على موقع قاعدة بيانات الفيلم (الإنجليزية)